# Прорыв линии Маннергейма
Прорыв линии Маннергейма или Битва за Сумму — наступательная операция советских войск во время советско-финской войны 1939—1940 года с целью прорыва линии Маннергейма и дальнейшего наступления на Финляндию.

## Подготовка войск
Первая попытка штурма линии с ходу в декабре 1939 года закончились полной неудачей.
После серьёзных поражений Красной Армии Иосифом Сталиным в январе 1940 года была проведена реорганизация командующих. Так командующим Северо-западного фронта 7 января 1940 года был назначен командарм 1-го ранга Тимошенко. На него возлагалась ответственность при прорыве линии обороны. Кирилл Мерецков, хотя остался во главе 7-й армии, уже не был единоличным командиром на театре военных действий. Мерецков был назначен командующим войсками в западной части Карельского перешейка, а в восточной части — В. Д. Грендаль.
Главнокомандующий армии Финляндии Густав Маннергейм предвидел то, что советские командиры выберут для наступления именно участок к востоку от деревни Сумма и озера Сумма (фин. Summajärvi). Там имелись крупные открытые поля, на которых было возможно разместить большое количество танков и пехоты. Соответственно, рубежи обороны на этих участках спешно укреплялись, и даже велась подготовка к массированному спуску воды из многочисленных озёр, зарегулированных плотинами и дамбами, с целью затопления прибрежных участков местности (в начале марта финны действительно произвели спуск воды из Сайменского канала, но эффект оказался ограниченным: удалось сорвать форсирование озёр в районе станции Тали и приостановить здесь советское наступление, но советское командование оперативно перебросило отсюда войска на другие участки фронта, где наступление развивалось успешнее).
Планы Тимошенко были серьёзно разработаны. Большое количество дивизий было переброшено на западную часть Карельского перешейка, а 13-я армия — на восточную. Пока это происходило, РККА наносила слабые удары по линии, а артиллерия обстреливала позиции. К началу февраля на Карельском перешейке было сконцентрировано около 25 дивизий.

## Отселение гражданского населения
В связи с подготовкой наступления Ставка Главного Военного Совета РККА приняла решение об отселении финских граждан из районов их проживания, в основном из района Суоярви. Отселение провели в период с 6 по 11 февраля 1940 года, выселив около 2 тысяч финских граждан. Одновременно были выселены более 30 тысяч советских граждан (в основном карел) из 40-километровой зоны государственной границы.

## Ход операции
Первого февраля 1940 года начались массовые бомбардировки тыловых частей финской армии советской авиацией. Тогда же начались обстрелы, в результате который на укреплённый район Сумма было выпущено около 3000 снарядов за сутки. Это был самый массовый артиллерийский обстрел после сражения при Вердене в Первую мировую войну. Финские пилоты разведчики докладывали, что по 16 батареям финнов вели обстрел 104 батареи противника из 440 пушек. На озёрах Хатьялахти и Муола перешли в наступление 16 дивизий и 500 самолётов с поддержкой танков. Даже при наступлении такой силы прорвать линию не удалось, но финны были измотаны; их боеприпасы были на исходе. 6 февраля началось мощное наступление, в котором участвовали три дивизии и 150 танков при поддержке 200 самолётов. Однако и это наступление было пресечено финнами, а потери были очень велики[сколько?]. 7 февраля РККА продвинулась в район Муолы и нанесла два удара по Сумме. На следующий день две советские дивизии ударили по финнам.
11 февраля началось ключевое наступление советских войск. В это время начался самый мощный в истории зимней войны артиллерийский обстрел. Направлением главного удара стал район Сумма — Ляхде (Муоланъярви), где действовала 123-я стрелковая дивизия полковника Филиппа Алябушева. Практически сразу пехоте при поддержке танков удалось прорвать оборону финнов, захватив центральный ДОТ № 4. 136-я стрелковая дивизия при поддержке 39-й танковой бригады прорвалась в глубину финской обороны в направлении перешейка между озёрами Муоланъярви (Глубокое) и Яюряпянярви (Большое Раковое).
13 февраля командование 7-й армии сообщило о полном прорыве главной линии финских войск в районе Суоярви. Наступление продолжалось в район железнодорожной станции Кямяря (ныне Гаврилово). 14 февраля Президиум Верховного Совета СССР наградил 123-ю стрелковую дивизию полковника Алябушева орденом Ленина. Такую же награду получил и её командир, получивший после этого также и звание комбрига. Части 123-й стрелковой дивизии сумели продвинуться до семи километров в глубину финской обороны и до 6 километров расширить прорыв по фронту. В ходе тяжёлых боёв было уничтожено 12 ДОТов и 39 ДЗОТов противника. Развивая прорыв вглубь, 84-я стрелковая дивизия ударила в направлении Лейпясуо.
Главный маршал артиллерии Воронов, Николай Николаевич пишет:

15 февраля ураган наших бомб и снарядов обрушился на деревню Сумма. Я находился на передовом наблюдательном посту. После того как артиллерия перенесла огонь на требуемую глубину, танки и пехота одновременно пошли в атаку. На этот раз противник не выдержал натиска. Ему грозил охват с флангов, и он начал отступать.
Опорный пункт пал на моих глазах. По возвращении на командный пункт 7-й армии я стал свидетелем телефонного разговора Мерецкова с народным комиссаром обороны. Никто в Москве не верил, что наши войска захватили Сумму. Увидев меня, Мерецков произнес:
— Товарищ народный комиссар, только что пришёл Воронов. Он все видел своими глазами.
Я подробно доложил народному комиссару о ходе сражения. Тем не менее он трижды переспросил меня, правда ли, что опорный пункт был взят.
Наконец его раздраженный тон стал дружелюбным и ласковым. Нарком пожелал войскам успешно завершить это наступление.
— http://www.bibliotekar.ru/finskaya-voyna/18.htm
16 февраля советские войска взяли Кямаря. Участок прорыва 7-й армии увеличился в ширину до 11-12 км, а глубина составила 11 км. Несмотря на большие потери и утрату главной оборонительной полосы, части финских войск продолжали упорное сопротивление.
19 февраля генерал-лейтенант Эрик Хейнрикс был назначен командующим всеми финскими войсками на Карельском перешейке, сменив генерала Эстермана. Хейнрикса на посту командующего 2 армейским корпусом скоро сменил генерал-майор Талвела. 2 армейский корпус был разделён на двое, командующим 1 корпусом стал генерал-майор Лаатикайнен. До 18 февраля Выборгский залив оборонялся моряками, теперь же он был передан Армии Перешейка. 28 февраля был создан Береговой сектор обороны, который был подкреплён силами из Лапландии.

### Сражение уХонканиеми
Основная статья: Бой при Хонканиеми
26 февраля финны решили использовать танки. 13 танков «Виккерс», составляющие 4 танковую роту, получили приказ помогать 3 батальону на участке Хонканиеми — Нёюкки. Атака началась в 6:30 утра, но только одна рота продвинулась вперёд. У финнов осталось только 7 боеспособных танков. К 9:00 атака окончательно провалилась. Только три финских танка дошли до русских позиций, где были подбиты.

## Итоги сражения
27 февраля 136-я дивизия 13-й армии, действуя с юго-востока, частично овладела Муолаа-Илвеским оборонительным районом, а 62-я — угрожала обойти его с северо-востока. 97-я дивизия, продвигаясь по межозерному перешейку, минуя оз. Яюряпяянярви, вклинилась в оборонительную зону на его северном берегу и начала наступать в направлении на Хейкурила.
2 марта советские войска достигли южных окраин Выборга. 7 марта начались переговоры в Москве, которые продолжались несколько дней и закончились подписанием Московского мирного договора 12 марта. Таким образом, прорыв линии Маннергейма оказался ключевым в истории Советско-финской войны.